# Methia vittata
Methia vittata är en skalbaggsart som beskrevs av Chemsak och Linsley 1964. Methia vittata ingår i släktet Methia och familjen långhorningar. Inga underarter finns listade i Catalogue of Life.